# Eschenbach (Eltmann)
Eschenbach ist ein Gemeindeteil der Stadt Eltmann im unterfränkischen Landkreis Haßberge in Bayern.

## Lage
Das Dorf Eschenbach liegt etwa zwei Kilometer östlich des Hauptortes am Rande des Steigerwalds. Östlich des Ortes verläuft die Bundesstraße 26, die dort unmittelbar an den Main grenzt.

## Geschichte

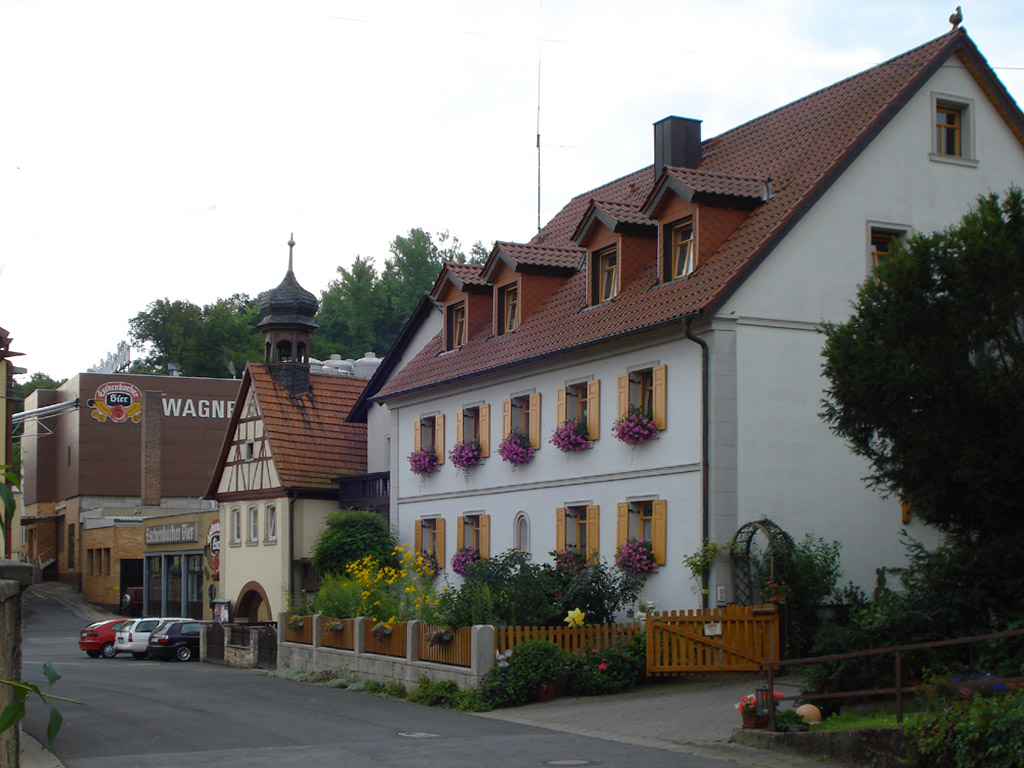
Eschenbach

Der Ursprung des Namens ist noch deutlich erkennbar: Ort an dem Bach, an dem Eschen wachsen. Eine ältere bekannte Bezeichnung des Ortes lautet Eskinebach, die aus dem Jahr 1023 überliefert ist.
Wie der Nachbarort Dippach war auch Eschenbach Teil der Schenkung Gumberts im Jahr 741. Die ursprünglichen Haupterwerbstätigkeiten der Eschenbacher waren Ackerbau und Viehzucht. Dafür wurde schon im Jahr 1549 eine Fähre über den Main eingerichtet, die es den Eschenbachern ermöglichte, ihre Äcker auf der jenseitigen Flussseite zu erreichen. Auch verband die Fähre die umliegenden Ortschaften mit Eschenbach. Die Fähre war bis zum Jahr 1957 von Bedeutung, als man sie schließlich wegen geringer Rentabilität abschaffte und die neu gebaute Brücke in Eltmann ihre Aufgaben übernahm. Mitte des 18. Jahrhunderts kam die Flößerei als Broterwerb für die Eschenbacher hinzu; während die Männer diese Tätigkeit übernahmen, bestellten die Frauen die heimischen Äcker. Erst mit der Aufstauung des Mains Mitte der 1950er Jahre wurde die Flößerei eingestellt. Am 1. Juli 1971 wurde Eschenbach ein Gemeindeteil von Eltmann.
Bekannt ist, dass einer der „Hauptrebellen“ des Bauernkriegs  – ein gewisser Adam Haylgott – aus Eschenbach kam und zusammen mit drei Eltmännern im Jahre 1525 hingerichtet wurde.

## Baudenkmäler
In der Liste der Baudenkmäler in Eltmann sind für Eschenbach drei Baudenkmäler aufgeführt.